# Södra civilområdet
Södra civilområdet (Civo S) är ett svenskt civilområde inom totalförsvaret som verkade åren 1951–2000 och återigen från sista kvartalet 2022 och har sin huvudort i Malmö.

## Historik
Civilområdena tillkom den 1 juli 1951 och omfattande i stort sett samma geografiska område som de dåvarande militärområdena. År 1993 sammanslogs Västra civilområdet med Södra civilområdet och bildade ett nytt civilområde under namnet Södra civilområdet, det som en följd av att följa militärområdesindelningen där Västra militärområdet sammanslogs med Södra militärområdet och bildade Södra militärområdet. Som en följd av försvarsbeslutet 2000 upplöstes och avvecklades samtliga civil- och militärområden, där civilområdena avvecklades den 31 december 2000.
För att stärka och kraftsamla totalförsvaret beslutade regeringen Andersson om att på högre regional nivå dela in landets 21 länsstyrelser i sex civilområden. Varje civilområde skulle bestå av två till sju länsstyrelser och ledas av en av regeringen utsedd länsstyrelse, där landshövdingen kom att benämnas civilområdeschef. Regeringen utsåg länsstyrelserna i Norrbotten, Skåne, Stockholm, Västra Götaland, Örebro, Östergötlands län som civilområdesansvariga för respektive civilområde. Civilområdena fick i uppgift att samordna det civila försvaret i en enhetlig inriktning. I samarbete med Försvarsmakten ska de också arbeta för att totalförsvaret inom civilområdet får en enhetlig inriktning. Den nya myndighetsstrukturen trädde i kraft den 1 oktober 2022.
I samband med inrättandet av de sex civilområdena tog Försvarsmakten ett interimsbeslut. Det i väntan på Försvarsmakten den 1 november 2022 skulle lämna en redovisning till regeringen avseende anpassning av den militära regionala ledningen till den civila. Försvarsmaktens interimslösning innebar att Försvarsmakten bibehöll sin indelning med fyra militärregioner och Gotlands regemente, där Södra militärregionen fick samverkansansvar med Södra civilområdet.

## Organisation
Södra civilregionen återetablerades den 1 oktober 2022 som en av sex civilregioner i Sverige och omfattar Blekinge län, Kronobergs län och Skåne län.

## Civilområdeschef
Civilområdet leds av Länsstyrelsen Skåne, där dess landshövdingen är tillika chef för civilområdet och benämnas civilområdeschef.

- 1951–1962: Thorwald Bergquist[4]
- 1962–1973: Gösta Netzén[5]
- 1973–1984: Nils Hörjel[6]
- 1984–1996: Eric Krönmark[7]
- 1997–2000: Anita Bråkenhielm[8]
- 2000–2021: Ej aktivt
- 2022–idag: Anneli Hulthén